# Hinton Glacier
Hinton Glacier är en glaciär i Antarktis. Den ligger i Östantarktis. Australien gör anspråk på området. Hinton Glacier ligger 1 164 meter över havet.
Terrängen runt Hinton Glacier är huvudsakligen kuperad, men norrut är den platt.  Trakten är obefolkad. Det finns inga samhällen i närheten. 